# Jacques Martin (presentador de televisión)
Jacques Martin, nacido el 22 de junio de 1933 en Lyon en el Ródano y fallecido el 14 de septiembre de 2007 en Biarritz, en los Pirineos Atlánticos, fue un actor, animador de radio y presentador de televisión, productor francés. Su padre toca siete instrumentos, y esta pasión por la música y por la cocina, lo acompañarán toda su vida ; su hijo David es un cocinero acostumbrado de las cadenas de televisión francesas.
Después de haber empezado por el teatro en 1949, realizó y animó entre los años 1970 y 1990 numerosos programas de entretenimiento como Le Petit Rapporteur (El Pequeño Reportero), L'École des fans (La Escuela de los Forófos) o Dimanche Martin (Domingo Martín).

## Biografía

### Primeras etapas
Hijo de Joannès Martin, industrial, y Germaine Ducerf, Jacques Martin recibió educación entre los Jesuitas, entre otros, porque fue a menudo expulsado por su indisciplina. Se orienta primero hacia el teatro y sigue a partir del 1949 las clases de Charles Dullin.
Empieza su carrera en televisión bajo el pseudónimo de Ducerf en Télé-Strasbourg, hoy France 3 Alsace, donde presenta en los años 1950 el programa Pas très show (literalmente "no muy show", juego de palabra con no muy caliente en francés), y luego en 1961, Trois petits tours (tres pequeñas vueltas) y Deux petites notes à la clé (dos notitas bajo llave). En Estrasburgo, también forma parte de la tropa del cabaret satírico alscaciano de Germain Muller, Le Barabli, entre 1959 y 1962. Por amistad hacia Germain Muller, participará en el último espectáculo del Barabli, durante el festín de Nochevieja de 1989.
A principios de los años 1960, empieza en la canción, como compositor y cantante humorístico y satírico, en programas cómicos con Jean Yanne, Roger Pierre y Jean-Marc Thibault, en parte para un disco de rock bajo el nombre de Johnny RockFeller y sus RockChild, con títulos como J'aime pas le rock (no me gusta el rock), Le rock coco (el rock coco), Saint Rock (San Rock), en 1961 ; también parodias como las de las Élucubrations (elucubraciones) de Antoine coescritas con Jean Yanne : les Émancipations d'Alphonse (las emancipaciones de Alfonso), Les Revendications d'Albert (las reivindicaciones de Alberto), Les Pérégrinations d'Anselme (las peregrinaciones de Anselmo), y las Préoccupations d'Antime (preocupaciones de Ántimo) (1966). Llamando la atención de Jacques Chancel en 1964, se presenta en la ORTF y crea con Jean Yanne el programa 1 = 3  que disfrutará de un gran éxito popular. Interpretan, entre más cosas, parodias de grandes acontecimientos históricos. Su sketch representando Napoléon Primero y sus mariscales bajo forma de ciclistas del Tour de Francia le costará un juicio, amenazas de despido y sobre todo el fin prematurado del programa. Serán despedidos, Jean Yanne porque era demasiado literario y Martin no lo suficiente.

### Carrera en el espectáculo
Jacques Martin se produce también como cantante, asegurando entre otros la primera parte de Jacques Brel en la [Olympia_de_París|Olympia]], preparando un espectáculo que asociaba canciones y parodias en Bobino y participando en el programa Le Palmarès des chansons (la clasificación de las canciones). Compone canciones, escribe una comedia musical, Petitpatapon, en 1968, que resulta ser un fracaso, antes de dirigir películas como Na ! en 1973. También es actor en  Erotissimo (1968), Sex-shop (1972), Le Rescapé de Tikéroa (el sobreviviente de Tikéroa) (Jean L'Hôte, 1983) y La Passante du Sans-Souci (la transeunta del Sin-Preocupaciones) (1982). En 1978, graba con Jane Rhodes y Rémy Corazza una versión de la opereta La Belle Hélène dirigido por Alain Lombard en la cual incarna el rey Ménélas, esposo de Hélène.

### Carrera televisiva
En 1968, presenta la ceremonia de entrega de premios del festival de Cannes, y presenta Midi-Magazine (revista del mediodía) y luego Midi Chez Vous (mediodía en su casa) con Danièle Gilbert, de 1968 à 1971. En el transcurso de uno de sus programas, invita el ministro de Finanzas de la época, Valéry Giscard d'Estaing, que acepta de tocar acordeón. De 1973 à febrero del 1974, presenta conjuntamente con Évelyne Pagès el programa de entretenimiento intitulado Taratata, dirigido por Bernard Lion - el programa proponía prestaciones de cantantes y cómicos. A no confundir con el programa Taratata presentado y producido por Nagui, el cual obtendrá de hecho el permiso de Jacques Martin para retomar este nombre de programa.
En enero del 1975, Jacques Martin lanza el programa satírico Le Petit Rapporteur (el Pequeño Reportero) una parodia de telediario programada cada domingo sobre la Una, que todavía era, por algunas semanas, la ORTF, y en la temporada siguiente, TF1. Tensiones con miembros de su équipo, y un proyecto de película con el productor Carlo Ponti resultan en la terminación del programa el 26 de junio de 1976. En 1977 bajo petición de Marcel Jullian Jacques Martin se va a Antenne 2 y retoma el concepto de su programa con La Lorgnette (el enfoque) (1976 -1977). En paralelo, presenta con Jean Yanne un programa radiofónico diario en RTL.
Acostumbrado a los programas de entretenimiento como Les Grands Enfants (los Niños Grandes) o Top à (Top a), de Maritie y Gilbert Carpentier, Jacques Martin es con Michel Drucker y Guy Lux uno de los animadores estrellas de la variedad en la televisión francesa (entonces constituida de tres cadenas públicas hasta el 1984). En 1977 y 1978 crea y presenta una serie de programas para los domingos de Antenne 2, con el título de Bon Dimanche (Buen Domingo), que van con : Ces messieurs nous disent (estos señores nos dicen), juego televisivo, L'École des fans (La Escuela de los fórofos), presentado conjuntamente con Stéphane Collaro que será retomado en Dimanche Martin (Domingo Martín), Contre Ut (Contra Ut), y Musique and Music ( Música y Music), programa de variedad difundido por la tarde-noche.
El programa del domingo más famoso de Jacques Martin fue L'École des fans (La Escuela de los fórofos), creada el 30 de enero de 1977, y en la cual unos niños venían a interpretar canciones de un invitado. Los pasajes obligados de este programa pasaron a la historia y fueron recordados por caricaturistas : los niños dando notas a sus prestaciones y Jacques Martin llamando la atención de los padres en la sala, cuyo padre a menudo armado de una videocámara de mano graba el momento. Como anécdota, Vanessa Paradis estuvo en este programa cuando todavía era una niña el 3 de mayo de 1981, a los 8 años. 
Después de una pausa de dos años, vuelve en televisión en 1980 con un programa para niños llamado Dibújame una oveja.
Antenne 2 le propone entonces retomar la antena del domingo. Su programa Dimanche Martin (Domingo Martín), grabado en público cada sábado en el Théâtre de l'Empire (Téatro del Imperio) en París y difundido cada domingo por la tarde en Antenne 2, retoma el concepto de Bon Dimanche (Buen Domingo) mezclando humor, variedades, espectáculos y reportajes en varios programas que se encadenan : Entrez les artistes (Entren los artistas), un programa cultural animado con Daniel Patte, Incroyable mais vrai (Increíble pero cierto), qui se ve sustituido en 1983 por un juego televisivo Si j'ai bonne mémoire (Si no me falla la memoria), en 1985 otro juego Tout le monde le sait (todo el mundo lo sabe), el mismo sustituido por Le monde est à vous (El mundo es suyo) de 1987 a 1997, y en última temporada por Sous vos applaudissements (Bajo sus aplausos) (1997). L'École des fans (La Escuela de los fórofos), Les Voyageurs de l'histoire (Los Viajeros de la historia), Thé dansant (Té Danzante), y Ainsi font, font, font (Así hacen, hacen, hacen), que vive los principios de Laurent Gerra, Virginie Lemoine, Laurent Ruquier, Julien Courbet y Laurent Baffie.

### Fin de carrera
En paralelo, Jacques Martin participa regularmente, en compañía de su viejo cómplice Jean Yanne, en el programa televisivo Les Grosses Têtes, el programa de Philippe Bouvard en RTL, y luego en el programa On va s'gêner (Nos vamos a molestar) de Laurent Ruquier en Europe 1.
En 1998, enterándose de la decisión de France 2 de parar su programa del domingo Sous vos applaudissements (Bajo sus aplausos) al final de la temporada, Jacques Martin será víctima de un accidente vascular cerebral que lo deja parcialmente paralizado y lo obliga a interrumpir sus programas. Su amigo Jean-Claude Brialy lo sustituye provisionalmente hasta el final de la temporada. El programa no será renovado.
En marzo de 1999, el presidente de la República Jacques Chirac le da el prestigioso título de Caballero de la Legión de Honor.
Después de haber participado de forma episódica a programas de radio y televisión ( en 2003, está invitado por Laurent Ruquier en el plató de On a tout essayé (lo hemos probado todo) para rendir homenaje a Jean Yanne), se retira en su casa de Neuilly, y, su salud yendo a peor, en una residencia médica en Courbevoie. Decide en noviembre de 2006 de instalarse en el hotel del Palacio en Biarritz, ciudad donde falleció el 14 de septiembre de 2007 de las consecuencias de un cáncer generalizado. El mismo día, la mayor parte de las cadenas de radio y televisión modifican sus programas para rendirle un último homenaje y evocar su carrera.
Su entierro tuvo lugar el 20 de septiembre de 2007 en Lyon, en presencia de sus familiares, niños, esposas sucesivas y numerosas personalidades del gobierno y del mundo de la televisión y espectáculo. Jacques Martin es inhumado en el cementerio de La Guillotière, en Lyon, al lado de sus padres.

## Vida familiar
Excelente cocinero, Jacques Martin era el nieto de Joannès Ducerf, jefe de cocina del zar Nicolás II de Rusia, que dirigirá también el famoso restaurante de Lyon L'Universel. Jacques Martin era padre de ocho hijos. Se casó tres veces y vivió en amor libre con actrices Marion Game y  Danièle Évenou.
- Con su primera esposa, Annie Lefèvre, tuvo dos hijos : David, nacido en el 1961, cocinero y presentador de programas televisivos, y Élise.
- De 1968 a 1972, tiene como novia la actriz Marion Game.
- Vivió luego con la actriz Danièle Évenou, con la cual tuvo dos hijos : Frédéric Martin (nacido en 1973), animador de radio, y Jean-Baptiste Martin (nacido en 1976), actor y músico.
- Se casó con Cécilia Ciganer-Albeniz con la cual tuvo dos hijas : Judith (nacida en 1984) y Jeanne-Marie (nacida en 1987). La boda de Jacques Martin et Cécilia Ciganer-Albeniz tuvo lugar el 10 de agosto de 1984, en la alcaldía de Neuilly-sur-Seine, celebrada por su alcalde de antaño, Nicolas Sarkozy, que se casará con la esposa más tarde.
- Se casa el 20 de abril de 1992 con su última mujer, Céline Boisson, 37 años más mayor que él, conocida en el plató de Le Monde est à vous (El Mundo es Suyo) donde era una de las azafatas. Es madre de sus dos últimos hijos, Juliette y Clovis, nacidos en 1994 y 1999.

Tanto Pierre Bonte como Danièle Évenou mencionan su talento y perfeccionismo, así como su carácter a veces difícil y colérico.

## Programas
- 1964 : 1 = 3 presentado conjuntamente con Jean Yanne.
- 1968 - 1971 : Midi-Magazine presentado conjuntamente con Danièle Gilbert.
- 1973 - 1974 : Taratata presentado conjuntamente con Évelyne Pagès.
- 1975 - 1976 : Le Petit Rapporteur (el pequeño reportero)
- 1976 - 1977 : La Lorgnette (el lente)
- 1977 - 1978 : Bon Dimanche (Buen Domingo)
  - L'École des Fans (la escuela de los fórofos) (1977-1978)
  - Ces messieurs nous disent (Estos señores nos dicen) (1977)
  - Contre Ut (contra Ut)
  - Musique and music (música y music) (1977-1978)
- 1980 : Dessine-moi un mouton (dibújame una oveja)
- 1980-1998 : Dimanche Martin (Domingo Martín)
  - L'École des fans (la escuela de los fórofos). (1980-1998)
  - Incroyable mais vrai (increíble pero cierto) (1980-1983) presentado conjuntamente con [Catherine Ceylac]].
  - Les Voyageurs de l'histoire (los viajeros de la historia). (1980-1984).
  - Entrez les artistes (entren artistas) (1980-1987) presentado conjuntamente con Daniel Patte.
  - Le Kiosque à Musique (el kiósco musical) (1980-1987).
  - Thé dansant (té danzante) (1982).
  - Si j'ai bonne mémoire (si tengo buena memoria) (1983-1985).
  - Tout le monde le sait (todo el mundo lo sabe)(1985-1986).
  - Comme sur un plateau (como en una bandeja) (1987-1990) animado conjuntamente con Claude Sarraute y David Martin.
  - Le monde est à vous (el mundo es suyo) (1987-1997).
  - Ainsi font, font, font (así hacen) (1990-1996).
  - Sous vos applaudissements (bajo sus aplausos) (1997-1998).

## Filmografía

### Cine
- 1962 : L'Amour avec des si (el amor con unos sí), de Claude Lelouch
- 1964 : Comment épouser un premier ministre (como casarse con un primer ministro), de Michel Boisrond
- 1966 : Monsieur le président-directeur général (señor director general), de Jean Girault
- 1969 : Erotissimo, de Gérard Pirès
- 1972 : Sex-shop, de Claude Berri
- 1973 : Na !, de Jacques Martin
- 1982 : La Passante du Sans-Souci, de Jacques Rouffio

### Televisión
- 1981 : Le rescapé de Tikeroa (el sobreviviente de Tikeroa), de Jean L'Hôte.
- 1991 : un episodio de Les Cinq Dernières Minutes (los últimos cinco minutos).

## Teátro
- 1979 : Une case de vide (una casilla vacía), one-man show de Jacques Martin, Théâtre de la Michodière.

## Documental televisivo
- Serie "Un jour, un destin" Jacques Martin, les coulisses d'un empire (Jacques Martin, los secretos de un empiro), primera difusión : el 20 de diciembre de 2010, segunda difusión : el 5 de enero de 2013 en France 2)